# True Symphonic Rockestra
True Symphonic Rockestra ist ein musikalisches Projekt mit dem Sänger James LaBrie von Dream Theater. Er wird begleitet von den Tenören Vladimir Grishko und Thomas Dewald.
Die Idee hinter dem Album war es, drei Weltklassesänger zusammenzubringen, um Rock-Versionen aus dem Repertoire der drei Tenöre (Luciano Pavarotti, Plácido Domingo und Jose Carreras) aufzuführen, um so Heavy Metal mit Opernelementen zu verknüpfen. Diese Idee wurde im Juli 2006 mit der Aufnahme des ersten Albums realisiert.
Dieses erste und bisher einzige Album, Concerto in True Minor, ist am 28. März 2008 unter einem neuen Label veröffentlicht worden, einer Kooperation zwischen Brainrox Records aus Deutschland und Marinsound Records aus Russland. Sony BMG übernimmt die Distribution in Deutschland, Österreich und der Schweiz.

## Besetzung

### Sänger
- James LaBrie – Rocktenor
- Vladimir Grishko – Operntenor
- Thomas Dewald – Operntenor

### Musiker
- Dirk Ulrich – Gitarre
- Christoph Wansleben – Violine
- Sandro Martinez – Gitarre
- Paul Mayland – Schlagzeug
- Marvin Philippi – Bass